# Artgal mac Cathail
Artgal mac Cathail (mort en 791) est un roi de Connacht issu des Uí Briúin Aí une branche des Connachta. Il est le fils de Cathal mac Muiredaig Muillethan (mort en 735), un précédent souverain et le frère de Dub-Indrecht mac Cathail (mort en 768). Ils appartiennent au Síl Cathail un sept des Uí Briúin et règne de 777 à 782.

## Contexte
En 777 les Uí Fiachrach désormais exclus du trône massacrent le Calraige. En 778 Artgal tue sauvagement les Uí Maine lors de la bataille de Mag Dairben. En 780 la troisième application de la loi de Saint Commán de Roscommon est imposée aux trois Connachta par l'abbé Áedán, Artgal abdique en 782 et prend l'habit de pèlerin, l'année suivant il se rend à l'abbaye d'Iona où il meurt en 791. Son fils Cináed mac Artgaile (mort en 792) sera également roi de Connacht

## Sources
- (en) Francis John Byrne, Irish Kings and High-Kings, Londres, Batsford, 1973, 342 p. (ISBN 978-0-7134-5882-4)
- (en) T.W Moody, F.X. Martin, F.J. Byrne A New History of Ireland IX Maps, Genealogies, Lists. A companion to Irish History part II . Oxford University Press réédition 2011  (ISBN 9780199593064) Kings of Connacht to 1224 p. 138.